# Wulverdinghe
Wulverdinghe é uma comuna francesa na região administrativa de Altos da França, no departamento do Norte. Estende-se por uma área de 2.92 km². Em 2010 a comuna tinha 315 habitantes (densidade: 107,9 hab./km²).